# مهرجان جورجيا للتفاح
مهرجان جورجيا للتفاح هو مهرجان سنوي يقام في إليجاي في جورجيا. يقام المهرجان في شهر أكتوبر من كل عام منذ عام 1971، ويقدم نماذجًا للحرف اليدوية والموسيقى الحية والتفاح. كما يقام الاحتفال السنوي وعرض السيارات العتيقة بالتزامن مع المهرجان.

## تاريخ المهرجان
بعد أن داهمت خنفساء سوسة القطن محاصيل القطن في جورجيا ودمرتها في عشرينيات القرن الماضي، أنقذت بساتين التفاح اقتصاد مقاطعة غيلمر. ومن ثم أقيم في عام 1971 مهرجان للاحتفال بزراعة التفاح وما قدمته به للدولة خلال الأوقات العصيبة بسبب خسارة محصول القطن.

## التفاح باعتباره مظهرًا من مظاهر الجذب
هناك ما يزيد على 300 بائع ومعرض. وتشمل أكشاك البائعين الشموع والمشغولات الخشبية واليدوية والمواد الغذائية، ومعارض المشغولات المعدنية والزجاج. وتعد فطائر التفاح المقلية والمخبوزة وغيرها من الوصفات المعٌدة من التفاح هي وجه مهرجان التفاح في جورجيا. كما توجد المئات من الأكشاك التي تعرض منتجات الحرفيين والصناع المهرة من جميع أنحاء جنوب شرق الولايات المتحدة.